# Anolis alfaroi
Anolis alfaroi (маловіяловий кущовий аноліс) — вид ігуаноподібних ящірок родини анолісових (Dactyloidae). Ендемік Куби.

## Поширення і екологія
Маловіялові кущові аноліси відомі з типової місцевості, розташований в муніципалітеті Ятерас в провінції Гуантанамо на сході Куби, на висоті 730 м над рівнем моря. Вони живуть в соснових лісах, серед трав і кущів.